# 硬座

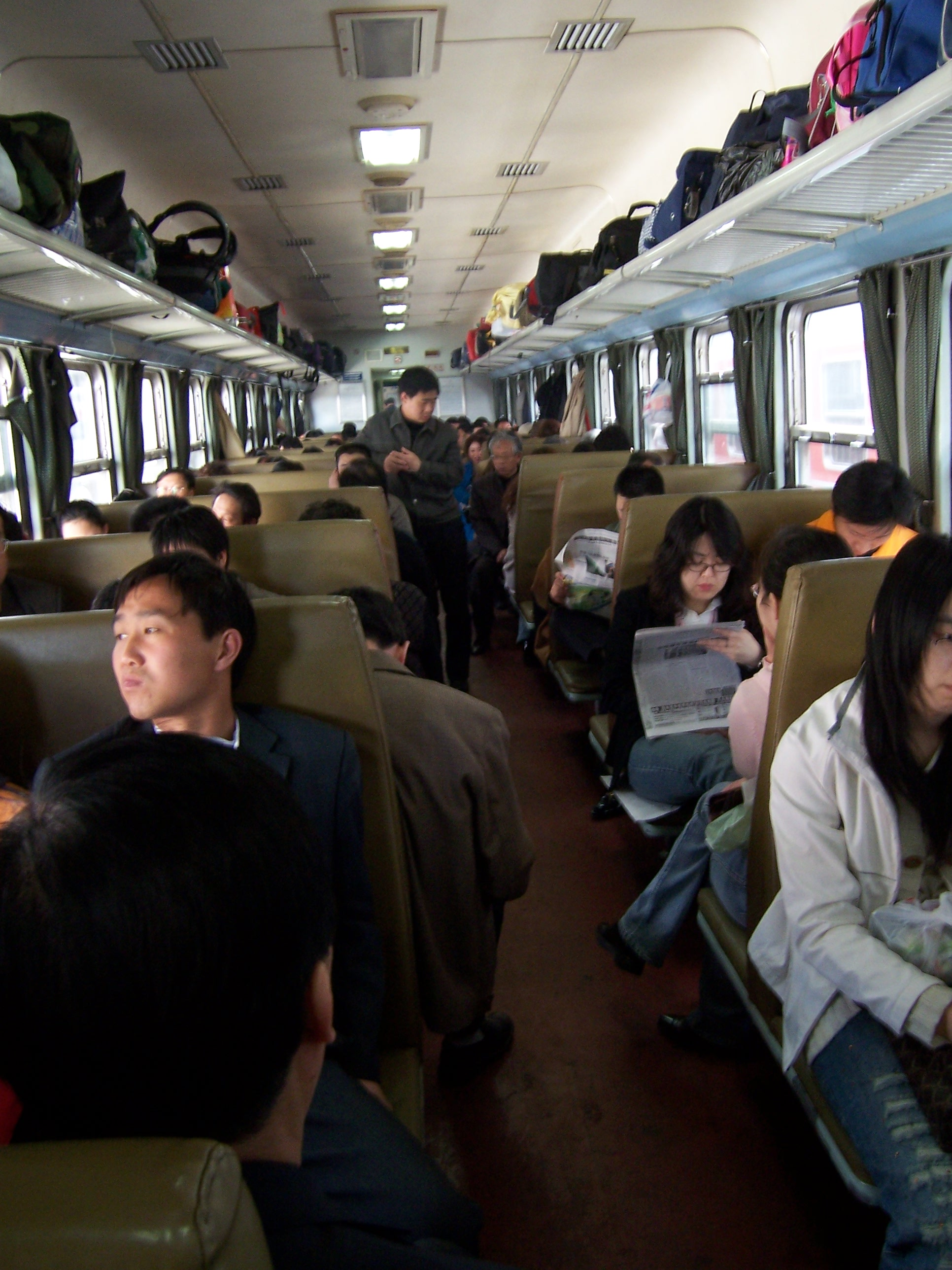
普通硬座列车

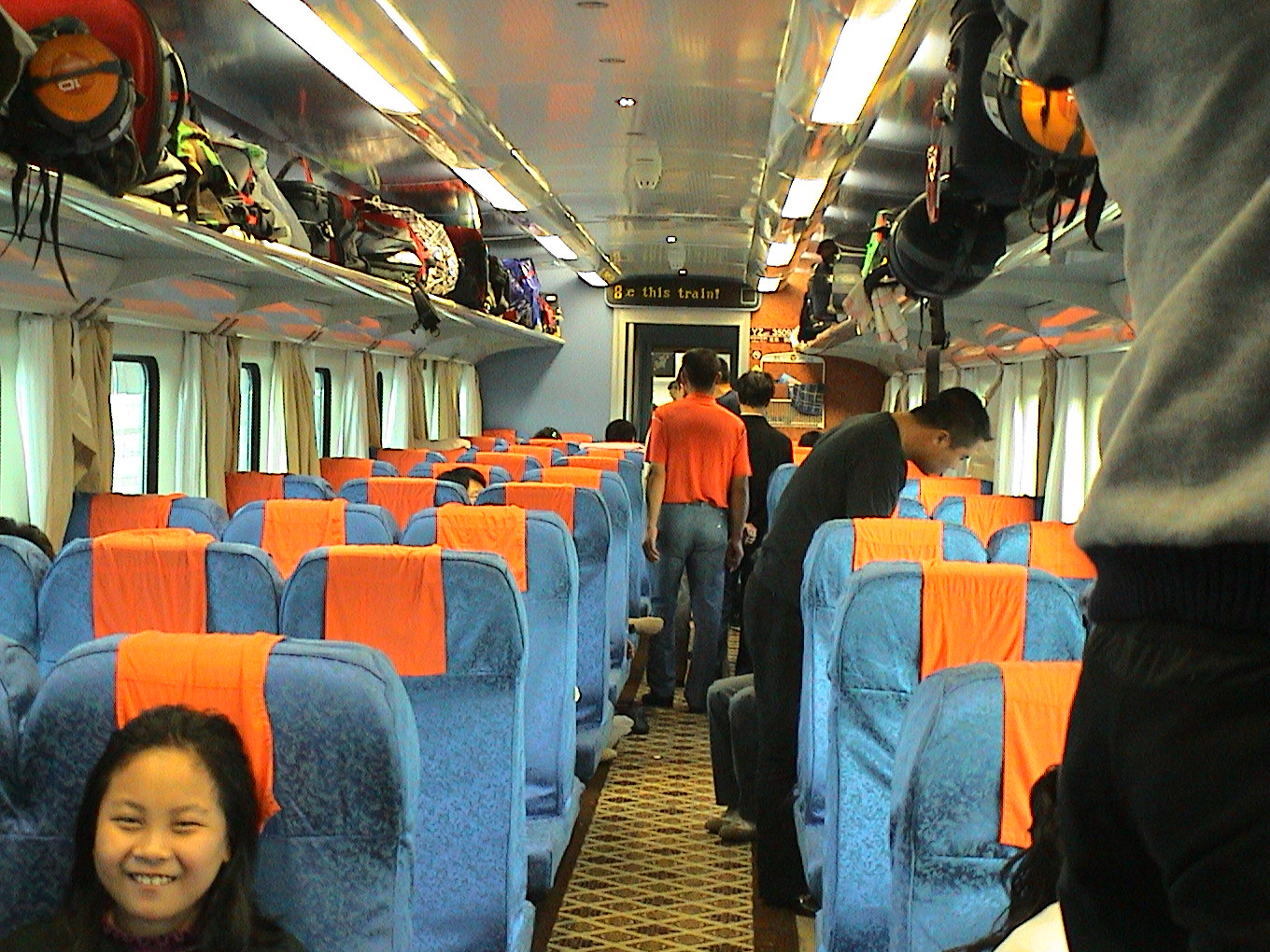
T27次列车硬座车厢

硬座是中国铁路中價格最便宜的那一檔的座位等級。  只有普速列车中才有硬座。 
硬座这一名称源自于毛泽东时代普通旅客列车上的木质座位。然而現在的火車上的硬座都是有软垫的。
每节硬座车厢都有厕所和洗手的地方。
与软座車廂相比，硬座车厢每一排的座位數量更多，因而顯得更拥挤。 